# Kasteel Knoppenburg

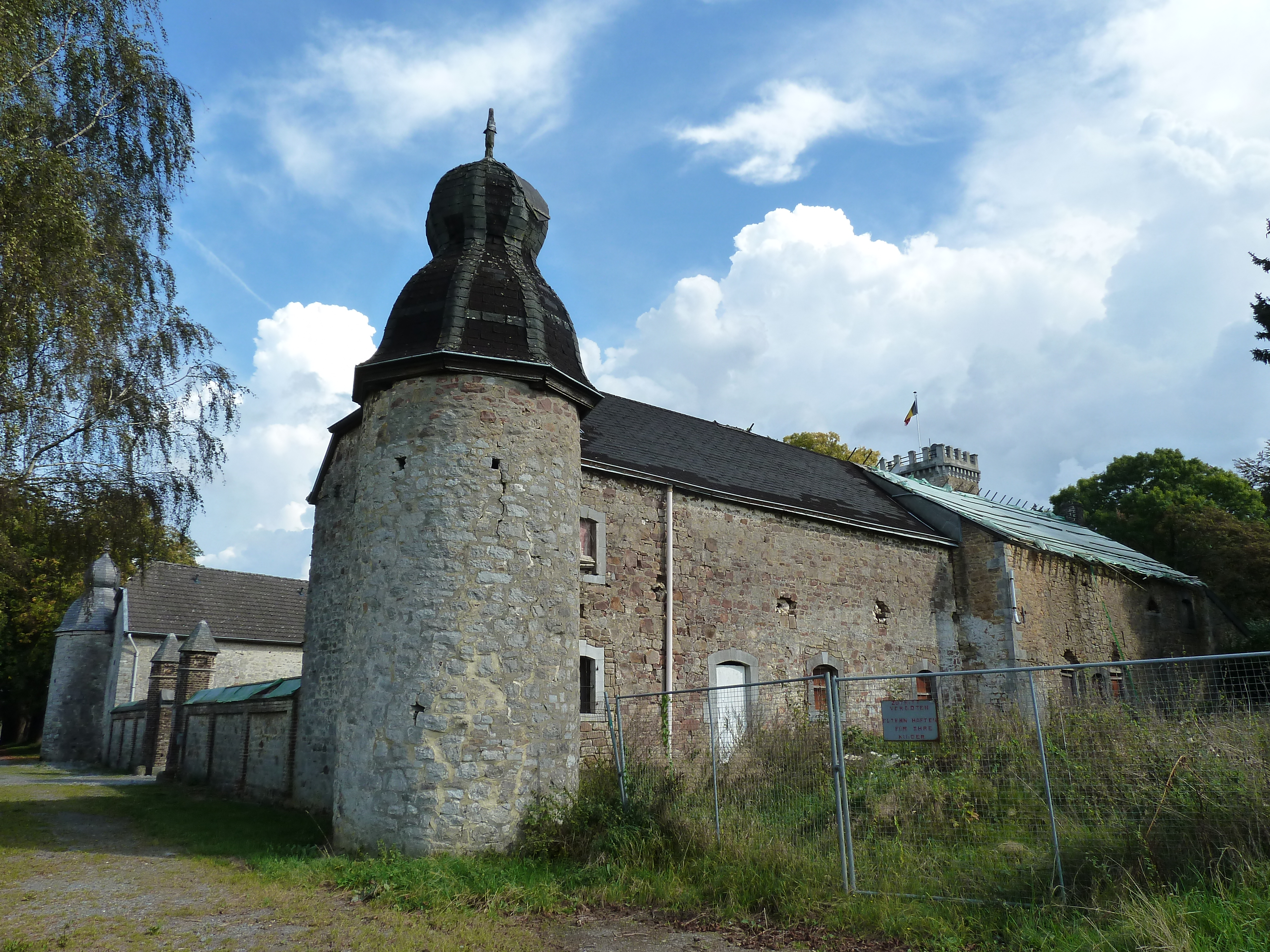
Knoppenburg

Kasteel Knoppenburg (Duits: Schloß Knoppenburg) is een kasteel in de Belgische plaats Raeren, gelegen aan de Neudorfer Straße, nabij de kern Neudorf.
Het complex, waarvan de oorsprong tot de 16e eeuw teruggaat, wordt bereikt door een kastanjelaan. In de nabijheid vindt men een zevental vijvers.
Oorspronkelijk heette het Hof auf der Heyde, maar het dankt zijn huidige naam aan de twee in knoptorens eindigende zijvleugels, welke in natuursteenblokken werden gebouwd. Deze verkeren (2018) echter in slechte staat. Het woongedeelte, dat zich tussen de vleugels bevindt en uitziet op de binnenplaats, is van later datum.